# Benichembla (ort i Spanien)
Benichembla är en ort i Spanien.   Den ligger i provinsen Provincia de Alicante och regionen Valencia, i den östra delen av landet, 400 km sydost om huvudstaden Madrid. Benichembla ligger 316 meter över havet och antalet invånare är 551.
Terrängen runt Benichembla är kuperad. Runt Benichembla är det ganska tätbefolkat, med 54 invånare per kvadratkilometer. Närmaste större samhälle är Calp, 18,1 km sydost om Benichembla. 